# Prieuré de Châteauneuf
Le prieuré de Châteauneuf est un prieuré situé à Mane, en France.

## Localisation
Le prieuré est situé sur la commune de Mane, dans le département français des Alpes-de-Haute-Provence.

## Historique
L'édifice est classé au titre des monuments historiques en 1981 et inscrit la même année.